# Heißes Spiel für harte Männer
Heißes Spiel für harte Männer ist ein im internationalen Casino-Milieu spielender, spanisch-italienisch-deutscher Kriminalfilm aus dem Jahre 1968 mit internationaler Starbesetzung, darunter Laurence Harvey, Ann-Margret, Ivan Desny, Alberto de Mendoza und dem einstigen Stummfilmstar Camilla Horn, die hier nach anderthalb Jahrzehnten Filmabstinenz erstmals wieder vor eine Kinofilmkamera trat.

## Handlung
Der Croupier Jeff Miller hat schon bessere Tage gesehen; die Zeiten, dass er der König des Roulette-Tischs war, sind längst vorbei. Er hat keinen Job mehr und gibt sich seitdem ausgiebig dem Alkohol hin. Da bietet sich eines Tages die Chance, wieder Oberwasser zu gewinnen. Eine gewiefte Bande von internationalen Falschspielern, die mit einem hochkomplexen und sehr erfolgreichen System schon so manches Casino gesprengt hat, plant in Beirut den ganz großen Coup.
Die dortigen Behörden haben davon Wind bekommen und wollen den kriminellen Machenschaften dieses Gangsterrings mit Jeffs Hilfe ein für alle Mal das Handwerk legen. Als eines Tages Jeff vor Ort die schöne Laura kennen lernt, die als Sängerin die Casino-Gäste unterhält, droht der Gegenschlag mit Miller an der Spitze zu scheitern. Denn Jeff beginnt sich in die verrucht wirkende Künstlerin zu verlieben. Die aber ist mit dem Boss des Falschspielerrings, dem eleganten Weltmann Ginis, liiert. Kann Jeff ihr trauen …?

## Produktionsnotizen
Heißes Spiel für harte Männer entstand 1968 unter anderem in Beirut und London. Der Film erlebte am 17. Januar 1969 seine deutsche Premiere.
Ann-Margret singt das Lied „Take a Chance“.

## Synchronisation
| Rolle              | Darsteller         | Synchronsprecher  |
| ------------------ | ------------------ | ----------------- |
| Jeff Miller        | Laurence Harvey    | Erik Schumann     |
| Laura              | Ann-Margret        | Helga Trümper     |
| Ginis              | Ivan Desny         | Wolf Ackva        |
| Zakir, Polizeichef | Alberto de Mendoza | Reinhard Glemnitz |
| Colonel Benson     | José Calvo         | Erik Jelde        |

## Kritik
Das Lexikon des Internationalen Films sah in dem Streifen eine „Abenteuerunterhaltung nach Schema, mäßig spannend, aber ohne sonderliche Härten.“